# Charlotte Perrelli
Charlotte Perrelli (Lessebo, Kronoberg, Suécia, 7 de outubro de 1974) é uma reconhecida cantora sueca.

## Biografia
Foi a representante da Suécia no Festival Eurovisão da Canção 1999, interpretando o tema "Take Me to Your Heaven" ("Leva-me ao teu paraíso"). Após conquistar o 1º lugar no certame a sua carreira artística nunca mais foi a mesma, tendo passado a intérprete a ser reconhecida publicamente e a participar em inúmeros espectáculos e programas de televisão.
Em 2008 tornou-se novamente na representante da Suécia para o Festival Eurovisão da Canção, desta vez com a interpretação de "Hero". Tendo chegado até à eliminatória final, obteve o 18º lugar na tabela de participações.

## Discografia

### Álbuns
| Ano  | Nome                   | Formato |
| ---- | ---------------------- | ------- |
| 1999 | Take Me to Your Heaven | CD      |
| 1999 | Charlotte              | CD      |
| 2001 | Miss Jealousy          | CD      |
| 2004 | Gone too Long          | CD      |
| 2006 | I din röst             | CD      |
| 2008 | Hero                   | CD      |
| 2008 | Rimfrostjul            | CD      |
| 2012 | The Girl               | CD      |